# Enfleurage
Enfleurage – najstarsza metoda otrzymywania olejków eterycznych oparta na zasadzie pochłaniania przez tłuszcze zapachów. Przy użyciu tej techniki otrzymywana jest esencja zwaną absolutem. Technika używana dla wyjątkowo delikatnych kwiatów takich jak jaśmin, tuberoza czy kwiat pomarańczy. Kwiaty te bardzo źle znoszą wpływ ciepła, zachowują jednak swój zapach na długo po ścięciu.

## Sposób otrzymania

### Pomada
Płatki, lub inne pachnące części rośliny umieszcza się w tłustym, nie parującym oleju, który wchłania zapach (mieszanka wieprzowego i wołowego łoju lub oliwy z oliwek jest rozsmarowywana na szklanej płytce w drewnianej ramie – chassis). Następnie zostawia na wiele dni aby uwolniły swoje olejki. Ten proces powtarza się wiele razy z użyciem nowych główek kwiatów do całkowitego nasiąknięcia tłuszczu olejkiem, dając w rezultacie substancję znaną jako pomada.

### Uwolnienie olejku
Olejek uwalnia się poprzez rozpuszczenie tłuszczu w alkoholu, czyli mechaniczne mieszane z alkoholem przez okres do tygodnia, a następnie chłodzenie w temperaturze –55 stopni Celsjusza. Ponieważ tylko olejki rozpuszczają się w alkoholu,  mieszanka jest chłodzona oraz filtrowana wiele razy, do całkowitego usunięcia tłuszczu. Następnie alkohol ulatnia się i pozostaje czysty absolut (essence absolue). Czasem przeprowadzany jest w tym momencie enfleurage przy użyciu tkaniny nasączonej oliwą lub płynną parafiną, która umieszczana jest na ramach zamiast tłuszczu, czego rezultatem jest pachnący olejek, huile antique.

## Historia
Enfleurage ma swoje początki przed tysiącami lat, w Egipcie. Technika ta osiągnęła szczyt popularności w 1860 roku i rozsławiła miasto Grasse.

### Współczesność
W dzisiejszych czasach prawie definitywnie porzucona ze względu na ogromny nakład pracy, a co za tym idzie, równie wysokie koszty.